# Liste der Kulturdenkmale in Bismark (Altmark)
In der Liste der Kulturdenkmale in Bismark (Altmark) sind alle  Kulturdenkmale der Gemeinde Bismark (Altmark) und ihrer Ortsteile aufgelistet. Grundlage ist das Denkmalverzeichnis des Landes Sachsen-Anhalt, das auf Basis des Denkmalschutzgesetzes des Landes Sachsen-Anhalt vom 21. Oktober 1991 durch das Landesamt für Denkmalpflege und Archäologie Sachsen-Anhalt erstellt und seither laufend ergänzt wurde (Stand: 31. Dezember 2023).

## Kulturdenkmale nach Ortsteilen

### Bismark (Altmark)
| Lage                                               | Bezeichnung                     | Beschreibung                           | Erfassungs- nummer | Ausweisungsart | Bild           |
| -------------------------------------------------- | ------------------------------- | -------------------------------------- | ------------------ | -------------- | -------------- |
| Alte Straße 11, 12, 13, 14, 42, 43, 44, 45 (Karte) | Straßenzeile                    | Straßenzeile                           | 094 18187          | Denkmalbereich | BW             |
| Am Markt 2 (Karte)                                 | Wohnhaus                        | Wohnhaus                               | 094 18192          | Baudenkmal     | BW             |
| Am Markt 1a (Karte)                                | Wohnhaus                        |                                        | 094 18190          | Baudenkmal     | BW             |
| Am Markt 1b (Karte)                                | Wohnhaus                        |                                        | 094 18191          | Baudenkmal     | BW             |
| Bahnhofstraße 14a (Karte)                          | Wohnhaus                        |                                        | 094 18194          | Baudenkmal     | BW             |
| Bahnhofstraße 20 (Karte)                           | Wohnhaus                        |                                        | 094 18195          | Baudenkmal     | BW             |
| Bahnhofstraße 33 (Karte)                           | Katholische Kirche Heilig Kreuz | Kirche 1954/55 erbaut, 2014 profaniert | 094 18196          | Baudenkmal     | Weitere Bilder |
| Breite Straße (Karte)                              | Kriegerdenkmal Bismark          | Kriegerdenkmal                         | 094 18197          | Baudenkmal     | BW             |
| Breite Straße (Karte)                              | Stadtkirche                     | Stadtkirche                            | 094 18198          | Baudenkmal     | Stadtkirche    |
| Breite Straße 22 (Karte)                           | Wohn- und Geschäftshaus         |                                        | 094 18200          | Baudenkmal     | BW             |
| Breite Straße 25 (Karte)                           | Wohn- und Geschäftshaus         |                                        | 094 18201          | Baudenkmal     | BW             |
| Breite Straße 26 (Karte)                           | Wohnhaus                        |                                        | 094 18202          | Baudenkmal     | BW             |
| Breite Straße 29 (Karte)                           | Wohnhaus                        |                                        | 094 18203          | Baudenkmal     | BW             |
| Breite Straße 36 (Karte)                           | Wohnhaus                        |                                        | 094 18204          | Baudenkmal     | BW             |
| Breite Straße 38 (Karte)                           | Wohnhaus                        |                                        | 094 18205          | Baudenkmal     | BW             |
| Breite Straße 39 (Karte)                           | Wohnhaus                        |                                        | 094 18206          | Baudenkmal     | BW             |
| Breite Straße 42 (Karte)                           | Wohn- und Geschäftshaus         |                                        | 094 18207          | Baudenkmal     | BW             |
| Breite Straße 45 (Karte)                           | Wohn- und Geschäftshaus         |                                        | 094 18208          | Baudenkmal     | BW             |
| Breite Straße 47 (Karte)                           | Wohn- und Geschäftshaus         |                                        | 094 18209          | Baudenkmal     | BW             |
| Breite Straße 49 (Karte)                           | Wohnhaus                        |                                        | 094 18210          | Baudenkmal     | BW             |
| Breite Straße 55 (Karte)                           | Wohnhaus                        |                                        | 094 18211          | Baudenkmal     | BW             |
| Büsterstraße 7 (Karte)                             | Villa                           |                                        | 094 18212          | Baudenkmal     | BW             |
| Büsterstraße 16 (Karte)                            | Wohnhaus                        |                                        | 094 18213          | Baudenkmal     | BW             |
| Döllnitzer Straße 1 (Karte)                        | Wohn- und Geschäftshaus         |                                        | 094 18214          | Baudenkmal     | BW             |
| Kirchhofstraße (Karte)                             | Kirche                          | Goldene Laus                           | 094 18216          | Baudenkmal     | Kirche         |
| Kirchhofstraße 1 (Karte)                           | Wohnhaus                        |                                        | 094 18217          | Baudenkmal     | BW             |
| Kirchhofstraße 3 (Karte)                           | Wohnhaus                        |                                        | 094 18218          | Baudenkmal     | BW             |
| Mozartplatz 6 (Karte)                              | Bankgebäude                     |                                        | 094 18219          | Baudenkmal     | BW             |
| Münzelstraße 7 (Karte)                             | Wohnhaus                        |                                        | 094 18220          | Baudenkmal     | BW             |
| Neue Straße 5 (Karte)                              | Wohnhaus                        |                                        | 094 18222          | Baudenkmal     | BW             |
| Neue Straße 7 (Karte)                              | Wohnhaus                        |                                        | 094 18193          | Baudenkmal     | BW             |
| Stendaler Straße 5 (Karte)                         | Wohnhaus                        |                                        | 094 18225          | Baudenkmal     | BW             |
| Stendaler Straße 13 (Karte)                        | Fabrik                          |                                        | 094 18226          | Baudenkmal     | BW             |
| Stendaler Straße 30 (Karte)                        | Wohnhaus                        |                                        | 094 18227          | Baudenkmal     | BW             |
| Stendaler Straße 41 (Karte)                        | Wohnhaus                        |                                        | 094 18228          | Baudenkmal     | BW             |
| Stendaler Straße 42 (Karte)                        | Wohnhaus                        |                                        | 094 18229          | Baudenkmal     | BW             |
| Wartenberger Straße 1 (Karte)                      | Wohnhaus                        |                                        | 094 76513          | Baudenkmal     | BW             |

### Arensberg
| Lage               | Bezeichnung | Beschreibung | Erfassungs- nummer | Ausweisungsart | Bild           |
| ------------------ | ----------- | ------------ | ------------------ | -------------- | -------------- |
| Dorfstraße (Karte) | Kirche      |              | 094 76551          | Baudenkmal     | Weitere Bilder |

### Badingen
| Lage                             | Bezeichnung | Beschreibung | Erfassungs- nummer | Ausweisungsart | Bild           |
| -------------------------------- | ----------- | ------------ | ------------------ | -------------- | -------------- |
| Rosa-Luxemburg-Straße (Karte)    | Gedenkstein |              | 094 18431          | Baudenkmal     | Gedenkstein    |
| Rosa-Luxemburg-Straße (Karte)    | Kirche      | Dorfkirche   | 094 05668          | Baudenkmal     | Weitere Bilder |
| Rosa-Luxemburg-Straße 21 (Karte) | Gutshof     |              | 094 76218          | Baudenkmal     | BW             |

### Beesewege
| Lage                  | Bezeichnung | Beschreibung | Erfassungs- nummer | Ausweisungsart | Bild   |
| --------------------- | ----------- | ------------ | ------------------ | -------------- | ------ |
| Beesewege 17 (Karte)  | Kirche      |              | 094 18472          | Baudenkmal     | Kirche |
| Dorfstraße 25 (Karte) | Ziegelei    |              | 094 75706          | Baudenkmal     | BW     |

### Belkau
| Lage                                  | Bezeichnung       | Beschreibung                                                       | Erfassungs- nummer | Ausweisungsart | Bild              |
| ------------------------------------- | ----------------- | ------------------------------------------------------------------ | ------------------ | -------------- | ----------------- |
| Lindenstraße auf dem Friedhof (Karte) | Dorfkirche Belkau | Romanisches Feldsteinbauwerk in vollständiger Anlage, Ende 12. Jh. | 094 18493          | Baudenkmal     | Dorfkirche Belkau |
| Lindenstraße 19 (Karte)               | Bauernhof         |                                                                    | 094 76594          | Baudenkmal     | BW                |

### Berkau
| Lage                                                                                                  | Bezeichnung       | Beschreibung      | Erfassungs- nummer | Ausweisungsart | Bild   |
| --- | ----------------- | ----------------- | ------------------ | -------------- | ------ |
| Bahnhofstraße 18 (Karte)                                                                              | Wohnhaus          | Gärtnerei Oehlert | 107 35007          | Baudenkmal     | BW     |
| Dorfstraße 1 am Scheideweg nordöstlich des Dorfkerns, am Ehrenfriedhof (Karte)                        | Schule            | Schulhaus         | 107 35005          | Baudenkmal     | BW     |
| Ehrenfriedhof am Alten Sportplatz östlich Schulhaus zwischen Wartenberger und Bismarker Dudel (Karte) | Ehrenmal          | Ehrenfriedhof     | 107 35006          | Denkmalbereich | BW     |
| (Karte)                                                                                               | Kirche            | Kirche            | 094 76549          | Baudenkmal     | Kirche |
| (Karte)                                                                                               | Steinkreuz Berkau |                   |                    | Kleindenkmal   | BW     |
| östlich der Einmündung der Berkauer Bahnhofstraße in die Berkauer Dorfstraße (Karte)                  | Meilenstein       |                   |                    | Kleindenkmal   | BW     |
| vor Berkauer Dorfstraße 65 (Karte)                                                                    | Meilenstein       | Meilenstein       |                    | Kleindenkmal   | BW     |

### Biesenthal
| Lage               | Bezeichnung           | Beschreibung | Erfassungs- nummer | Ausweisungsart | Bild           |
| ------------------ | --------------------- | ------------ | ------------------ | -------------- | -------------- |
| Im Dorfe (Karte)   | Dorfkirche Biesenthal | Kirche       | 107 65002          | Baudenkmal     | Weitere Bilder |
| Im Dorfe 7 (Karte) | Bauernhof             | Bauernhof    | 094 75399          | Baudenkmal     | BW             |

### Bülitz
| Lage                | Bezeichnung | Beschreibung | Erfassungs- nummer | Ausweisungsart | Bild   |
| ------------------- | ----------- | ------------ | ------------------ | -------------- | ------ |
| Hauptstraße (Karte) | Kirche      |              | 094 18456          | Baudenkmal     | Kirche |

### Büste
| Lage                                 | Bezeichnung      | Beschreibung | Erfassungs- nummer | Ausweisungsart | Bild           |
| ------------------------------------ | ---------------- | ------------ | ------------------ | -------------- | -------------- |
| Dorfstraße hinter Haus Nr. 4 (Karte) | Dorfkirche Büste | Kirche       | 094 76554          | Baudenkmal     | Weitere Bilder |

### Darnewitz
| Lage                        | Bezeichnung | Beschreibung | Erfassungs- nummer | Ausweisungsart | Bild   |
| --------------------------- | ----------- | ------------ | ------------------ | -------------- | ------ |
| westlich des Dorfes (Karte) | Kirche      |              | 094 76595          | Baudenkmal     | Kirche |
| (Karte)                     | Meilenstein |              | 094 76596          | Kleindenkmal   | BW     |

### Deetz
| Lage                                                       | Bezeichnung | Beschreibung  | Erfassungs- nummer | Ausweisungsart | Bild   |
| ---------------------------------------------------------- | ----------- | ------------- | ------------------ | -------------- | ------ |
| auf eingefriedetem Kirchhof (Karte)                        | Kirche      |               | 094 13824          | Baudenkmal     | Kirche |
| westlich von Deetz, östlich der Straße nach Klinke (Karte) | Warte       | Deetzer Warte | 094 15932          | Baudenkmal     | Warte  |

### Dobberkau
| Lage                                       | Bezeichnung          | Beschreibung                                           | Erfassungs- nummer | Ausweisungsart | Bild                 |
| ------------------------------------------ | -------------------- | ------------------------------------------------------ | ------------------ | -------------- | -------------------- |
| Dorfstraße zwischen Haus 22 und 24 (Karte) | Dorfkirche Dobberkau | Romanische Saalkirche aus Feldstein, 1. Hälfte 13. Jh. | 094 18449          | Baudenkmal     | Dorfkirche Dobberkau |
| Dorfstraße 1, Ecke Büster Weg (Karte)      | Bauernhof            |                                                        | 094 75707          | Baudenkmal     | BW                   |
| Hof 5 im Hofpflaster (Karte)               | Kreuzstein           |                                                        | 094 18450          | Baudenkmal     | BW                   |

### Döllnitz
| Lage               | Bezeichnung | Beschreibung | Erfassungs- nummer | Ausweisungsart | Bild   |
| ------------------ | ----------- | ------------ | ------------------ | -------------- | ------ |
| Dorfstraße (Karte) | Kirche      |              | 094 76552          | Baudenkmal     | Kirche |

### Garlipp
| Lage                                                                | Bezeichnung | Beschreibung | Erfassungs- nummer | Ausweisungsart | Bild           |
| ------------------------------------------------------------------- | ----------- | ------------ | ------------------ | -------------- | -------------- |
| Kirchring 2, im Ortsmittelpunkt auf eingefriedetem Kirchhof (Karte) | Kirche      |              | 094 18454          | Baudenkmal     | Weitere Bilder |

### Grassau
| Lage                              | Bezeichnung                  | Beschreibung                                                                   | Erfassungs- nummer | Ausweisungsart | Bild                         |
| --------------------------------- | ---------------------------- | ------------------------------------------------------------------------------ | ------------------ | -------------- | ---------------------------- |
| Hauptstraße Ecke Kirchweg (Karte) | Distanzstein                 |                                                                                | 094 25471          | Kleindenkmal   | BW                           |
| Schulstraße (Karte)               | Dorfkirche Grassau (Bismark) | Romanische Saalkirche aus Feldstein in vollständiger Anlage, 2. Hälfte 12. Jh. | 094 18455          | Baudenkmal     | Dorfkirche Grassau (Bismark) |

### Grävenitz
| Lage                  | Bezeichnung | Beschreibung | Erfassungs- nummer | Ausweisungsart | Bild   |
| --------------------- | ----------- | ------------ | ------------------ | -------------- | ------ |
| Dorfstraße (Karte)    | Kirche      |              | 094 18495          | Baudenkmal     | Kirche |
| Dorfstraße 38 (Karte) | Villa       |              | 094 25470          | Baudenkmal     | BW     |

### Grünenwulsch
| Lage                | Bezeichnung | Beschreibung | Erfassungs- nummer | Ausweisungsart | Bild   |
| ------------------- | ----------- | ------------ | ------------------ | -------------- | ------ |
| Hauptstraße (Karte) | Kirche      |              | 094 18458          | Baudenkmal     | Kirche |

### Hohenwulsch
| Lage                                      | Bezeichnung | Beschreibung | Erfassungs- nummer | Ausweisungsart | Bild           |
| ----------------------------------------- | ----------- | ------------ | ------------------ | -------------- | -------------- |
| Kirchstraße 2 (Karte)                     | Kirche      |              | 094 18470          | Baudenkmal     | Kirche         |
| Am Bahnhof (Karte)                        | Bahnhof     |              | 094 76585          | Baudenkmal     | Weitere Bilder |
| Hauptstraße (Karte)                       | Meilenstein |              |                    | Kleindenkmal   | BW             |
| Beesewegerstraße (Karte)                  | Gutshof     |              | 094 18471          | Baudenkmal     | Gutshof        |
| Beesewegerstraße 7, Hauptstraße 4 (Karte) | Scheune     |              | 094 76335          | Baudenkmal     | Scheune        |
| Beesewegerstraße 1 (Karte)                | Wohnhaus    |              | 094 76336          | Baudenkmal     | BW             |

### Holzhausen
| Lage                                                                          | Bezeichnung                       | Beschreibung | Erfassungs- nummer | Ausweisungsart | Bild                              |
| ----------------------------------------------------------------------------- | --------------------------------- | --- | ------------------ | -------------- | --------------------------------- |
| Dorfstraße, Friedhof, gegenüber dem ehemaligen Umspannwerk Holzhausen (Karte) | Ehrenmal                          | | 107 35009          | Kleindenkmal   | BW                                |
| Dorfstraße 1a, am Ortseingang aus Richtung Bismark und Könnigde (Karte)       | Ehemaliges Umspannwerk Holzhausen | 1927 als Schaltstation Holzhausen (Elektroschaltstation) eröffnet, später Umspannwerk, 2009 außer Betrieb und seit 2022 in Privatbesitz, Architekt Hermann Frede | 107 35008          | Baudenkmal     | Ehemaliges Umspannwerk Holzhausen |
| (Karte)                                                                       | Kirche                            | | 094 76557          | Baudenkmal     | Kirche                            |

### Käthen
| Lage                                                                                | Bezeichnung  | Beschreibung | Erfassungs- nummer | Ausweisungsart | Bild         |
| ----------------------------------------------------------------------------------- | ------------ | ------------ | ------------------ | -------------- | ------------ |
| an der heutigen Straße von Klinke nach Käthen südwestlich der Deetzer Warte (Karte) | Distanzstein |              | 094 18002          | Kleindenkmal   | Distanzstein |
| Bahnhof Vinzelberg 39, 40, 41, 43 (Karte)                                           | Häusergruppe |              | 094 76478          | Denkmalbereich | Häusergruppe |
| Bahnhof Vinzelberg 43 (Karte)                                                       | Bahnhof      |              | 094 76477          | Baudenkmal     | Bahnhof      |
| Käthener Straße (Karte)                                                             | Kirche       |              | 094 10596          | Baudenkmal     | Kirche       |
| Käthener Straße 29, 31 (Karte)                                                      | Bauernhof    |              | 094 76573          | Baudenkmal     | BW           |
| Käthener Straße 1 (Karte)                                                           | Mühlenhof    |              | 094 76574          | Baudenkmal     | Mühlenhof    |

### Klinke
| Lage               | Bezeichnung | Beschreibung            | Erfassungs- nummer | Ausweisungsart | Bild   |
| ------------------ | ----------- | ----------------------- | ------------------ | -------------- | ------ |
| x                  | Maschine    | Fahrgeschäft Wilde Jagd | 094 18432          | Baudenkmal     |        |
| Dorfstraße (Karte) | Kirche      | Dorfkirche              | 094 18433          | Baudenkmal     | Kirche |

### Kläden
| Lage | Bezeichnung       | Beschreibung                                       | Erfassungs- nummer | Ausweisungsart | Bild              |
| --- | ----------------- | -------------------------------------------------- | ------------------ | -------------- | ----------------- |
| Am Schloß 1, 2, 3, 4, 5, Am Speicher 1,1b, 3, 5, 7, Dorfstraße 11, 13, 15, 17, 19, 21, 23, Kastanienweg 6, Kastanienweg / Ecke Am Speicher, Parkstraße 1 (Karte) | Gutshof           |                                                    | 094 75713          | Baudenkmal     | Gutshof           |
| Am Speicher 6, Stendaler Straße 4, 4a, 6, 6a, 8, 8a, 8b (Karte)                                                                                                  | Häusergruppe      |                                                    | 094 76587          | Denkmalbereich | BW                |
| Bismarker Straße 1 (Karte) | Wohnhaus          |                                                    | 094 75709          | Baudenkmal     | BW                |
| Dorfstraße (Karte) | Dorfkirche Kläden | Romanische Feldsteinkirche in vollständiger Anlage | 094 18479          | Baudenkmal     | Dorfkirche Kläden |
| Dorfstraße 16 (Karte) | Bauernhof         |                                                    | 094 75711          | Baudenkmal     | BW                |
| Dorfstraße 18 (Karte) | Schule            |                                                    | 094 76586          | Baudenkmal     | BW                |
| Dorfstraße 22 (Karte) | Bauernhof         |                                                    | 094 75712          | Baudenkmal     | Bauernhof         |
| Dorfstraße 38/38a (Karte) | Bauernhof         |                                                    | 094 75714          | Baudenkmal     | Bauernhof         |
| Dorfstraße 46 (Karte) | Bauernhof         |                                                    | 094 75716          | Baudenkmal     | Bauernhof         |
| Dorfstraße 60 (Karte) | Bauernhof         |                                                    | 094 18478          | Baudenkmal     | BW                |

### Könnigde
| Lage                                          | Bezeichnung | Beschreibung | Erfassungs- nummer | Ausweisungsart | Bild   |
| --------------------------------------------- | ----------- | ------------ | ------------------ | -------------- | ------ |
| Dorfstraße, am Ostende der Dorfstraße (Karte) | Kirche      |              | 094 76558          | Baudenkmal     | Kirche |

### Kremkau
| Lage                                                                | Bezeichnung | Beschreibung  | Erfassungs- nummer | Ausweisungsart | Bild           |
| ------------------------------------------------------------------- | ----------- | ------------- | ------------------ | -------------- | -------------- |
| Dorfstraße (Karte)                                                  | Kirche      |               | 094 76559          | Baudenkmal     | Kirche         |
| Privatstraße, auf dünenartigem Sandhügel südlich des Dorfes (Karte) | Mühle       | Bockwindmühle | 107 35010          | Baudenkmal     | Weitere Bilder |

### Meßdorf
| Lage               | Bezeichnung | Beschreibung        | Erfassungs- nummer | Ausweisungsart | Bild   |
| ------------------ | ----------- | ------------------- | ------------------ | -------------- | ------ |
| Dorfstraße (Karte) | Kirche      | Evangelische Kirche | 107 35019          | Baudenkmal     | Kirche |

### Möllenbeck
| Lage                  | Bezeichnung | Beschreibung | Erfassungs- nummer | Ausweisungsart | Bild   |
| --------------------- | ----------- | ------------ | ------------------ | -------------- | ------ |
| (Karte)               | Kirche      |              | 094 18451          | Baudenkmal     | Kirche |
| Möllenbeck 31 (Karte) | Bauernhof   |              | 094 76301          | Baudenkmal     | BW     |
| Möllenbeck 11 (Karte) | Bauernhof   |              | 094 76300          | Baudenkmal     | BW     |
| Möllenbeck 3 (Karte)  | Meilenstein |              |                    | Baudenkmal     | BW     |

### Poritz
| Lage                                                                    | Bezeichnung | Beschreibung | Erfassungs- nummer | Ausweisungsart | Bild      |
| ----------------------------------------------------------------------- | ----------- | ------------ | ------------------ | -------------- | --------- |
| (Karte)                                                                 | Kirche      |              | 094 76553          | Baudenkmal     | Kirche    |
| Dorfstraße 49 (Rittergut I) gegenüber Pastorberg (Karte)                | Rittergut   | Gutshaus I   | 107 35003          | Baudenkmal     | Rittergut |
| Dorfstraße 53 (Pastorberg) vor dem Tor zum Kirchhof rechterhand (Karte) | Pfarrhof    | Pfarrhaus    | 107 35002          | Baudenkmal     | Pfarrhof  |

### Querstedt
| Lage                                                                                                  | Bezeichnung         | Beschreibung | Erfassungs- nummer | Ausweisungsart | Bild           |
| --- | ------------------- | ------------ | ------------------ | -------------- | -------------- |
| östlich des Dorfes an dem Weg Richtung Steinfeld hinter dessen zweitem Knick auf der Ostseite (Karte) | Kirche/Kirchenruine |              | 094 76593          | Baudenkmal     | BW             |
| Dorfstraße (Karte)                                                                                    | Kirche              |              | 094 10670          | Baudenkmal     | Weitere Bilder |

### Schernikau
| Lage                                | Bezeichnung  | Beschreibung | Erfassungs- nummer | Ausweisungsart | Bild           |
| ----------------------------------- | ------------ | ------------ | ------------------ | -------------- | -------------- |
| Feldgartenweg (Karte)               | Kirche       |              | 094 18492          | Baudenkmal     | Weitere Bilder |
| Schernikauer Hauptstraße 5 (Karte)  | Bauernhaus   |              | 094 25455          | Baudenkmal     | BW             |
| Schernikauer Hauptstraße 28 (Karte) | Bauernhaus   |              | 094 25456          | Baudenkmal     | BW             |
| Kirchweg 2 (Karte)                  | Distanzstein |              | 094 25453          | Kleindenkmal   | BW             |
| Kirchweg 2 (Karte)                  | Meilenstein  |              |                    | Kleindenkmal   | BW             |
| Schernikauer Chaussee 1 (Karte)     | Gasthof      |              | 094 25454          | Baudenkmal     | BW             |

### Schinne
| Lage                      | Bezeichnung    | Beschreibung | Erfassungs- nummer | Ausweisungsart | Bild           |
| ------------------------- | -------------- | ------------ | ------------------ | -------------- | -------------- |
| An der Kirche (Karte)     | Kirche         |              | 094 18491          | Baudenkmal     | Weitere Bilder |
| Bergstraße 2 (Karte)      | Wohnhaus       |              | 094 25457          | Baudenkmal     | BW             |
| Hauptstraße (Karte)       | Meilenstein    |              |                    | Kleindenkmal   | BW             |
| Hauptstraße (Karte)       | Feierhalle     |              | 094 76342          | Baudenkmal     | BW             |
| Hauptstraße 49/51 (Karte) | Kriegerdenkmal |              | 094 25461          | Kleindenkmal   | BW             |
| Hauptstraße 26 (Karte)    | Wohnhaus       |              | 094 25458          | Baudenkmal     | BW             |
| Hauptstraße 27 (Karte)    | Bauernhaus     |              | 094 25460          | Baudenkmal     | BW             |
| Hauptstraße 40a (Karte)   | Wohnhaus       |              | 094 25459          | Baudenkmal     | BW             |

### Schorstedt
| Lage                          | Bezeichnung  | Beschreibung | Erfassungs- nummer | Ausweisungsart | Bild           |
| ----------------------------- | ------------ | ------------ | ------------------ | -------------- | -------------- |
| Schorstedt (Karte)            | Kirche       |              | 094 18494          | Baudenkmal     | Weitere Bilder |
| Schorstedt bei Nr. 19 (Karte) | Distanzstein |              | 094 25467          | Kleindenkmal   | BW             |
| Schorstedt bei Nr. 57 (Karte) | Meilenstein  |              |                    | Kleindenkmal   | BW             |
| Schorstedt 26 (Karte)         | Mühle        | Motorenmühle | 094 25468          | Baudenkmal     | BW             |
| Schorstedt 57 (Karte)         | Bauernhof    |              | 094 25469          | Baudenkmal     | BW             |

### Schäplitz
| Lage                                                          | Bezeichnung  | Beschreibung | Erfassungs- nummer | Ausweisungsart | Bild           |
| ------------------------------------------------------------- | ------------ | ------------ | ------------------ | -------------- | -------------- |
| (Karte)                                                       | Kirche       |              | 094 18490          | Baudenkmal     | Weitere Bilder |
| Dorfstraße an der Kreuzung östlich des Dorfes Richtung Kläden | Distanzstein | Wegweiser    | 107 35011          | Kleindenkmal   |                |

### Schönebeck
| Lage                                                                          | Bezeichnung           | Beschreibung | Erfassungs- nummer | Ausweisungsart | Bild           |
| ----------------------------------------------------------------------------- | --------------------- | ------------ | ------------------ | -------------- | -------------- |
| Dorfstraße Ortsmitte, am Kreuzungspunkt der Straße Möllenbeck–Meßdorf (Karte) | Dorfkirche Schönebeck | Kirche       | 107 35021          | Baudenkmal     | Weitere Bilder |

### Schönfeld
| Lage                                                                  | Bezeichnung          | Beschreibung         | Erfassungs- nummer | Ausweisungsart | Bild                 |
| --------------------------------------------------------------------- | -------------------- | -------------------- | ------------------ | -------------- | -------------------- |
| an der Kreisstraße von Möringen nach Schinne (Karte)                  | Distanzstein         |                      | 094 76604          | Kleindenkmal   | BW                   |
| Schönfelder Straße, östlich des Kirchhofes (Karte)                    | Feuerwehrgerätehaus  |                      | 094 76605          | Baudenkmal     | BW                   |
| Schönfelder Straße (Karte)                                            | Kirche               | Dorfkirche Schönfeld | 094 10703          | Baudenkmal     | Kirche               |
| Schönfelder Straße, nordwestlich der mittelalterlichen Kirche (Karte) | Gutskirche Schönfeld | 1883–1885            | 094 18500          | Baudenkmal     | Gutskirche Schönfeld |
| Schönfelder Straße 1, 4, 6 (Karte)                                    | Schloss Schönfeld    | 1873                 | 094 18501          | Baudenkmal     | Schloss Schönfeld    |
| Schönfelder Straße 33 (Karte)                                         | Forsthof             |                      | 094 76606          | Baudenkmal     | Forsthof             |

### Späningen
| Lage                                           | Bezeichnung | Beschreibung         | Erfassungs- nummer | Ausweisungsart | Bild           |
| ---------------------------------------------- | ----------- | -------------------- | ------------------ | -------------- | -------------- |
| Schmersauer Straße 2, in der Ortsmitte (Karte) | Kirche      | Dorfkirche Späningen | 107 65003          | Baudenkmal     | Weitere Bilder |

### Steinfeld
| Lage                    | Bezeichnung | Beschreibung | Erfassungs- nummer | Ausweisungsart | Bild   |
| ----------------------- | ----------- | ------------ | ------------------ | -------------- | ------ |
| Klädener Straße (Karte) | Kirche      |              | 094 10702          | Baudenkmal     | Kirche |

### Wartenberg
| Lage    | Bezeichnung | Beschreibung | Erfassungs- nummer | Ausweisungsart | Bild   |
| ------- | ----------- | ------------ | ------------------ | -------------- | ------ |
| (Karte) | Kirche      |              | 094 76550          | Baudenkmal     | Kirche |

## Ehemalige Kulturdenkmale nach Ortsteilen
Die nachfolgenden Objekte waren ursprünglich ebenfalls denkmalgeschützt oder wurden in der Literatur als Kulturdenkmale geführt. Die Denkmale bestehen heute jedoch nicht mehr, ihre Unterschutzstellung wurde aufgehoben oder sie werden nicht mehr als Denkmale betrachtet.

### Bismark (Altmark)
| Lage                         | Bezeichnung | Beschreibung                 | Erfassungs- nummer | Ausweisungsart | Bild |
| ---------------------------- | ----------- | ---------------------------- | ------------------ | -------------- | ---- |
| Alte Straße 21 (Karte)       | Wohnhaus    |                              | 094 18189          |                | BW   |
| Breite Straße 18 (Karte)     | Bauernhof   | abgerissen, jetzt Supermarkt | 094 18199          |                | BW   |
| Döllnitzer Straße 33 (Karte) | Wohnhaus    | abgerissen                   | 094 18215          |                | BW   |
| Münzelstraße 9 (Karte)       | Wohnhaus    | abgerissen                   | 094 18221          |                | BW   |
| Schmidtstraße 4 (Karte)      | Wohnhaus    |                              | 094 18223          |                | BW   |

### Grünenwulsch
| Lage        | Bezeichnung | Beschreibung                                                 | Erfassungs- nummer | Ausweisungsart | Bild |
| ----------- | ----------- | ------------------------------------------------------------ | ------------------ | -------------- | ---- |
| Hauptstraße | Backhaus    | Backhaus Im Jahr 2021 aus dem Denkmalverzeichnis gestrichen. | 094 18457          | Baudenkmal     |      |

### Kläden
| Lage                            | Bezeichnung | Beschreibung | Erfassungs- nummer | Ausweisungsart | Bild |
| ------------------------------- | ----------- | ------------ | ------------------ | -------------- | ---- |
| Dorfstraße 14 (Karte)           | Gasthof     |              | 094 75710          |                | BW   |
| Dorfstraße 44, 44a, 44b (Karte) | Bauernhof   |              | 094 75715          |                | BW   |

### Poritz
| Lage                                               | Bezeichnung | Beschreibung   | Erfassungs- nummer | Ausweisungsart | Bild |
| -------------------------------------------------- | ----------- | -------------- | ------------------ | -------------- | ---- |
| Dorfstraße 34 in Gehöftzeile zwischen Gut I und II | Bauernhaus  | Querdielenhaus | 107 35004          |                |      |

## Legende
In den Spalten befinden sich folgende Informationen:
- Lage: Nennt den Straßennamen und wenn vorhanden die Hausnummer des Kulturdenkmals. Die Grundsortierung der Liste erfolgt nach dieser Adresse. Der Link „Karte“ führt zu verschiedenen Kartendarstellungen und nennt die geographischen Koordinaten.
Link zu einem Kartenansichtstool, um Koordinaten zu setzen. In der Kartenansicht sind Baudenkmale ohne Koordinaten mit einem roten bzw. orangen Marker dargestellt und können in der Karte gesetzt werden. Baudenkmale ohne Bild sind mit einem blauen bzw. roten Marker gekennzeichnet, Baudenkmale mit Bild mit einem grünen bzw. orangen Marker.
- Offizielle Bezeichnung: Nennt den Namen, die Bezeichnung oder zumindest die Art des Kulturdenkmals und verlinkt, soweit vorhanden, auf den Artikel zum Objekt.
- Beschreibung: Nennt bauliche und geschichtliche Einzelheiten des Kulturdenkmals, vorzugsweise die Denkmaleigenschaften.
- Erfassungsnummer: Für jedes Kulturdenkmal wird in Sachsen-Anhalt eine 20stellige Erfassungsnummer vergeben. Die letzten zwölf Ziffern werden für die Untergliederung nach Teilobjekten genutzt und werden nur angegeben, soweit vergeben. In dieser Spalte kann sich folgendes Icon  befinden, dies führt zu Angaben zu diesem Baudenkmal bei Wikidata.
- Ausweisungsart: Die Einordnung des Denkmales nach § 2 Abs. 2 DenkmSchG LSA
- Bild: Ein Bild des Denkmales, und gegebenenfalls einen Link zu weiteren Fotos des Kulturdenkmals im Medienarchiv Wikimedia Commons. Wenn man auf das Kamerasymbol klickt, können Fotos zu Kulturdenkmalen aus dieser Liste hochgeladen werden: